# Torre Bicentenario
La Torre Bicentenario es un edificio urbana ubicado en la Explanada Parque Bicentenario, llamado Torre Bicentenario del escultor Rolando González, inaugurada el 26 de noviembre de 2010 en Ciudad Victoria, Tamaulipas, México por el gobernador Eugenio Hérnandez, esta gran escultura mide 132 metros.
El edificio es representativo del espíritu mexicano pues fue la única torre hecha para la conmemoración del bicentenario de la “Independencia mexicana” en septiembre y el centenario de la “Revolución mexicana” en noviembre. Este icono de las fiestas patrias es una muestra del desarrollo de la infraestructura y del crecimiento urbano de la ciudad.

Parque Bicentenario